# Viviane Forrester
Viviane Forrester, nata Dreyfus (Parigi, 29 settembre 1925 – Parigi, 30 aprile 2013), è stata una scrittrice, saggista e critica letteraria francese.

## Biografia
Il suo vero cognome era Dreyfus ma mantenne il cognome dell'ex-marito. Di famiglia benestante (il padre era banchiere), a causa della sua origine ebraica, fu costretta dalle persecuzioni razziali a fuggire dalla sua casa in Avenue Foch a Parigi (dove aveva abitato Claude Debussy). Con la sorella e il resto della famiglia fuggì prima nel sud della Francia e poi in Spagna nel 1943. Fu critico del giornale Le Monde e lavorò anche per Le Nouvel Observateur e La Quinzaine littéraire. Dopo un grande successo come scrittrice di romanzi, confermato dal premio Femina Vacaresco nel 1983 per il libro Van Gogh ou l'enterrement dans les blés (Van Gogh o il posto dell'assente), diventò lei stessa membro della giuria del premio. Era considerata una specialista di Virginia Woolf e Vincent van Gogh. Nel 2009 ha vinto il premio Goncourt per la biografia di Virginia Woolf.
Ha commentato la pubblicazione delle Oeuvres complètes di Nathalie Sarraute, sua grande amica, per la Bibliothèque de la Pléiade. Divenne celebre a livello internazionale per i suoi libri di politica. Nei saggi L'Horreur économique (L'orrore economico - Lavoro, economia, disoccupazione: la grande truffa del nostro tempo) e Une étrange dictature criticò la globalizzazione dell'economia.
L'horreur économique ha ricevuto il premio Médicis nel 1996. Fece parte dei membri fondatori dell'associazione ATTAC. È stata membro del comitato di patrocinio del Coordination française pour la Décennie per una cultura di pace e non violenza e fu socia onoraria della Association pour le droit de mourir dans la dignité (ADMD).

## Pubblicazioni in francese
- Ainsi des exilés, 1970, romanzo, Gallimard et Folio.
- Le Grand Festin, 1971, romanzo, Denoël.
- Virginia Woolf, 1973, saggio, ed. Quinzaine littéraire.
- Le Corps entier de Marigda, 1975, romanzo, Denoël.
- Vestiges, 1978, romanzo, Seuil.
- La Violence du calme, 1980, saggio, Seuil et Points-Seuil.
- Les Allées cavalières, 1982, romanzo, Belfond.
- Van Gogh ou l'enterrement dans les blés, Seuil, Paris1983 Prix Femina Essais
- Le Jeu des poignards, 1985, romanzo, Gallimard.
- L'Œil de la nuit, 1987, romanzo, Grasset.
- Mains, 1988 saggio, Séguier.
- Ce soir, après la guerre, 1992, récit, Livre de poche
- L'Horreur économique, Fayard, Parigi 1996 Premio Médicis Saggi
- Une étrange dictature, Fayard, Parigi 2000
- Au Louvre avec Viviane Forrester: Leonard de Vinci, Somogy Le Louvre, Parigi 2002
- Le crime occidental, Fayard, Parigi 2004
- Mes passions de toujours (Van Gogh, Proust, Woolf, etc.), Fayard, Parigi 2005

## Testi tradotti in italiano
- L'orrore economico, ed. Ponte delle grazie, Firenze, trad. Anna Maria Mori, 1997, ISBN 88-792-8395-2
- Il crimine dell'occidente - Alle radici del conflitto arabo-israeliano, ed. Ponte delle grazie, trad. F. Ascari, 2005, ISBN 88-792-8743-5
- Una strana dittatura, ed. Ponte delle grazie, trad. F. Ascari, 2000, ISBN 88-502-0291-1
- Van Gogh o il posto dell'assente, Feltrinelli, trad. L. Guarino, 1990, ISBN 88-070-7021-9
- La violenza della calma, Spirali, 1981, ISBN 88-777-0058-0